# Extorsion
Pour les articles homonymes, voir Chantage.
L'extorsion est l'action d'obtenir quelque chose de force d’une personne. On utilise couramment le terme de racket qui renvoie à la même infraction. La pratique consiste surtout à obtenir un avantage par la coercition.
Dans la plupart des juridictions, l'extorsion est susceptible de constituer une infraction pénale. Le vol qualifié est la forme d'extorsion la plus simple et la plus courante, bien que le fait de proférer des menaces infondées dans le but d'obtenir un avantage commercial déloyal soit également une forme d'extorsion.

## En France
En droit pénal français, l'extorsion est un délit, dont l'incrimination se trouve à l'article 312-1 du Code pénal français. Il s'agit du « fait d'obtenir par violence, menace de violences ou contrainte une signature, un engagement, une renonciation, la révélation d'un secret ou la remise de fonds, de valeurs ou d'un bien quelconque ».
L'extorsion est un délit : pour qu'une personne soit condamnée pour extorsion, il est nécessaire de démontrer la présence d'un élément matériel ainsi que d'un élément moral.
L'élément matériel, qui est l'ensemble des faits devant être réunis pour que soit caractérisée l'infraction, se décompose en la remise ou l'engagement et les moyens employés.
La remise consiste en l'un des éléments mentionnés à l'article 312-1 : un engagement, une signature (le délit est constitué y compris si la signature ainsi obtenue se trouve entachée de nullité), la révélation d'un secret, ou la remise de tout bien, fonds ou valeurs (y compris à titre de prêt).
Les moyens utilisés pour obtenir cet élément doivent être la violence, la menace de violence ou la contrainte. La jurisprudence a pu préciser que la contrainte, qui peut n'être que morale, « doit être appréciée compte tenu notamment de l'âge et de la condition physique ou intellectuelle de la personne sur laquelle elle s'exerce » - la Cour d'Appel de Lyon a par exemple pu, le 28 juillet 1997, juger coupable d'extorsion les membres de l’Église de Scientologie qui abordaient à son domicile une jeune femme élevant seule un enfant et souffrant d'une maladie nerveuse pour laquelle elle avait cessé son traitement.
L'élément moral de l'extorsion est constituée par « la conscience d'obtenir par la force, la violence ou la contrainte ce qui n'aurait pu être obtenu par un accord librement consenti », cet état d'esprit pour l'auteur de l'infraction étant déduit soit de son aveu, soit des circonstances de fait.
L'extorsion est punie en France de sept ans d'emprisonnement et de 100 000 € d'amende.
Dans certaines circonstances, l'extorsion peut devenir un crime et être punie au maximum de la réclusion criminelle à perpétuité et de 150 000 € d'amende « lorsqu'elle est précédée, accompagnée ou suivie soit de violences ayant entraîné la mort, soit de tortures ou d'actes de barbarie » (article 312-7 du Code pénal français).
Karim Benzema a fait l'objet d'une enquête pour ce délit en octobre 2015,,,.

## Au Canada
En droit criminel canadien, l'extorsion est incriminée dans l'article 346 du Code criminel du Canada.